# The Starting Line
The Starting Line est un groupe de rock alternatif américain, originaire de Churchville, en Pennsylvanie.

## Biographie
En 1999, le groupe qui deviendra The Starting Line est initié à Churchville, en Pennsylvanie, via un e-mail du guitariste Matt Watts au chanteur et bassiste Kenny Vasoli. Ils se forment sous le nom de Sunday Drive, lorsque Vasoli, 14 ans, à cette période dans un groupe appelé Smash Adams, se dit intéressé de jammer. Ils enregistrent une cassette démo intitulée Four Songs. Leur première sortie officielle est un split avec The Jimmy Tuesday Band et The Commercials, publié sur KickStart Audio en 2000.
Sunday Drive est contacté par We the People Records qui leur demande une session (We the People Records Sessions). Prévus pour décembre 2000, les douze morceaux seront inclus dans l'album With Hopes of Starting Over, sur We the People Records, mais sont finalement publiés en démo, alors que le groupe signe avec le label Drive-Thru Records en avril 2001. Ils publient ensuite l'EP With Hopes of Starting Over. Ils expliqueront plus tard, concernant le nom du groupe, qu'il ne possède aucune réelle signification, mais que les membres se sont accordés à l'adopter.
Le 16 juillet 2002, près d'un an après la sortie de leur EP, l'album studio Say It Like You Mean It suit.
Leur premier album chez une major, Based on a True Story, est publié en mai 2005. L'album se vend à plus de 42 000 exemplaires sa première semaine, comparé à son prédécesseur (11 000). L'album est suivie par la tournée Nintendo Fusion Tour avec Fall Out Boy, en septembre 2005. Le groupe recrute le claviériste Brian Schmutz pour ses concerts. Ami de Vasoli, les deux avaient formé un groupe appelé Statue en 2004. En quelques dates, The Starting Line est libéré de ses obligations contractuelles avec Geffen Records.
En mars 2008, le groupe annonce une pause, le temps que Ken et Brian explorent Person L, que Matt et Tom expérimentent leur venue au sein du groupe The Seventy Six, et que Mike passe du temps avec ses deux filles, et joue au sein de The Traded Series.
Le groupe joue au Soundwave Festival en février 2011. The Starting Line se réunit encore une fois lors d'un concert pour Noël 2013 au Starland Ballroom de Sayreville, dans le New Jersey. Le 11 juillet 2014, ils annoncent leur venue à un autre concert en décembre la même année au Trocadero de Philadelphie.
En 2024, Taylor Swift les cite dans sa chanson The Black Dog.

## Discographie

### Albums studio
- 2002 : Say It Like You Mean It
- 2005 : Based on a True Story
- 2007 : Direction

### EPs
- 2001 : With Hopes of Starting Over
- 2003 : The Make Yourself at Home EP
- 2016 : Anyways

### Album live
- 2009 : Somebody's Gonna Miss Us

### Compilation
- 2012 : The Early Years